# Sportpark Nord (Bonn)
Der Sportpark Nord ist ein Sport- und Freizeitgelände mit Fußballstadion im Bonner Ortsteil Nordstadt an der Kölnstraße. Mit über 160.000 m² ist der 1970 eingeweihte Sportpark Nord die größte Sportanlage in Bonn.
Der Sportpark wird primär vom Bonner SC (Fußball) und vom SSF Bonn (Schwimmen, Triathlon und Moderner Fünfkampf) genutzt. Im Stadion, welches die größte Fläche des Geländes umfasst, findet der Spielbetrieb der Männer des Bonner SC statt.

## Geschichte
Der Sportpark entstand von 1967 bis 1970 nach Plänen des Bonner Architekten Ernst van Dorp sowie des Gartenarchitekten Wolfgang Darius. Er ersetzte die Sportanlagen der Stadt Bonn in der Gronau am Rande des Parlaments- und Regierungsviertels, die der Bund 1966 für den Bau neuer Parlamentsgebäude von der Stadt für 90 Millionen DM erworben hatte, aus denen der Bau des Sportparks finanziert wurde. Das Gelände war zuvor als Müllkippe genutzt und vor dem Bau des Stadions durch Auskiesung abgesenkt worden. Gemeinsam mit dem nordwestlich angrenzenden Wohnpark Lindenhof wurde der Sportpark als Teil einer Gesamtkonzeption zur städtebaulichen Aufwertung des Bonner Nordens gebaut. Zur Verbindung des nördlich und südlich der Bundesautobahn 565 gelegenen Teils des Sportparks entstand 1968/69 eine aufgewölbte Fußgängerbrücke. Die Eröffnung des Sportparks Nord erfolgte am 23. September 1970; das Leistungszentrum für Fechter konnte erst am 12. November 1971 dem Deutschen Fechter-Bund übergeben werden. Am Tag der Eröffnung trug sich Florett-Weltmeister Friedrich Wessel als erster Sportler in das Goldene Buch der Stadt Bonn ein. Im Stadion fanden Musikveranstaltungen statt sowie ein Prominenten-Fußballspiel zwischen dem FC Rat und Verwaltung und der Elf des Deutschen Bundestages.
Am 25. Februar 1982 wurde eine neue Fechthalle (Dreifachhalle) im Sportpark Nord eingeweiht. Seit September 2016 wird anstelle eines Tennenplatzes ein Kunstrasenplatz sowie anstelle eines aus Lärmschutzgründen ungenutzten Fußballplatzes eine Bogenschießanlage gebaut.

## Stadion

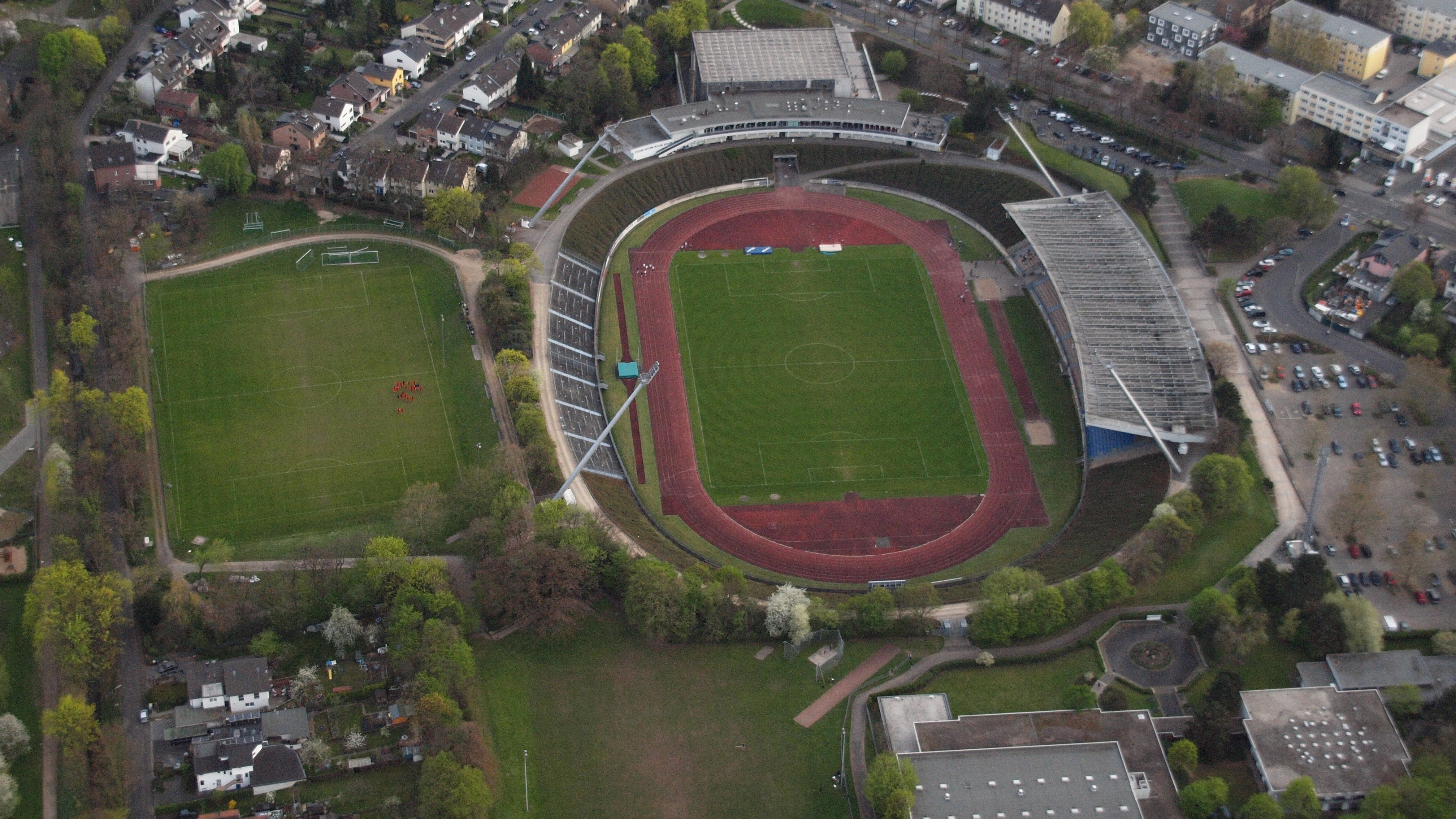
Sportpark Nord, Luftaufnahme (2014)

Im südlichen Teil des Sportparks befindet sich das Fußballstadion mit Rasenspielfeld sowie eine Leichtathletikanlage mit einer, seit 2022 blauen, Kunststoffbahn. Die Tribüne umfasst 2628 überdachte Sitzplätze, 2496 überdachte Stehplätze und 5040 unüberdachte Stehplätze. Die Anlage ist in den 1970er-Jahren durch hervorragende Leistungen der Bonner Leichtathleten bekannt geworden. Der Bonner SC spielte hier in den 1970er Jahren in der 2. Bundesliga. Zur Fußball-Weltmeisterschaft 2006 nutzte die japanische Fußballnationalmannschaft den Sportpark Nord als Trainingsanlage. Auch der FC Bayern München trainierte 2004 und 2005 im Stadion. Während des Trainingslagers spielten die Bayern auch gegen den Bonner SC.
In der Saison 2016/17 trat der Bonner SC in der Regionalliga West an. Um den Bestimmungen der Regionalliga gerecht zu werden, wurden im Sommer 2009 verschiedene Umbauarbeiten am Sportpark Nord vorgenommen. Dazu zählt die Neustrukturierung der Fluchtwege und des Gästebereichs. Der Stehplatzbereich wurde erneuert und modernisiert. Ebenso wurden die Sitzschalen und Kassenhäuschen der Haupttribüne erneuert beziehungsweise ausgetauscht. Im Laufe der Saison 2009/10 sollte der Sportpark noch ein neues Flutlicht und eine digitale Video- und Anzeigentafel erhalten. Doch durch die ungewisse Zukunft des Bonner SC und die Einstellung des Spielbetriebs aufgrund der Insolvenz des Vereins wurden zunächst die weiteren Arbeiten im Stadion aufgeschoben. Während der Sommerpause 2011 gingen die Arbeiten schließlich weiter und der Sportpark wurde mit vier fernsehtauglichen Flutlichtmasten ausgestattet.
Auf dem Tribünendach befindet sich eine Photovoltaikanlage mit 130 KW installierter Leistung.
Das Stadion wurde 2022 saniert und erhielt eine blaue statt der bisherigen roten Kunststoffbahn.  Es wurden auch das Naturrasenspielfeld und alle Leichtathletikanlagen erneuert. Zudem wurden ein nachhaltiges Drainagesystem und ein neues Bewässerungssystem eingebaut. Die Renovierung lief vom 10. Januar bis zum August des Jahres.

## Sporthallenzentrum
Im Sporthallenzentrum gibt es eine Dreifachturnhalle, eine Gymnastikhalle und einen Kraftraum. Im Keller befindet sich ein Schwimmbad. Im Schwimmbad trainieren die Schwimm- und Sportfreunde Bonn 1905. Dort befindet sich ein 50-Meter-Becken und ein Lehrschwimmbecken. Es wurden 2021 auch die Leichtathletik-Anlagen für Weitsprung, Hochsprung und Stabhochsprung komplett erneuert, die Speerwurf- und Kugelstoßeinrichtungen modifiziert und an die Bedürfnisse von Sportlerinnen und Sportlern mit Behinderung angepasst.
Die Stadt Bonn hat die Leichtathletikverbände sowie Vertreterinnen und Vertreter des paralympischen Sports in die Planungen einbezogen.

## Moderner Fünfkampf
Im Sportpark Nord befindet sich das Olympiazentrum des Modernen Fünfkampfs. 1997 haben hier die deutschen Meisterschaften stattgefunden.

## Leichtathletik
Der Sportpark Nord ist in der Vergangenheit Austragungsort vieler herausragender Leichtathletikveranstaltungen gewesen. Er verfügt als eine von wenigen Anlagen in NRW über acht Rundlaufbahnen und erfüllt damit auch nationale Ansprüche. Außerdem hat das Stadion eine außenliegende Sprunganlage. Mit seinen Neben- und Aufwärmflächen können alle leichtathletischen Disziplinen der Stadionathletik ausgeübt werden. Ende der 1990er Jahre wurde im Sportpark Nord zwei Mal der NRW-Leichtathletik-Cup ausgetragen.

## Galerie

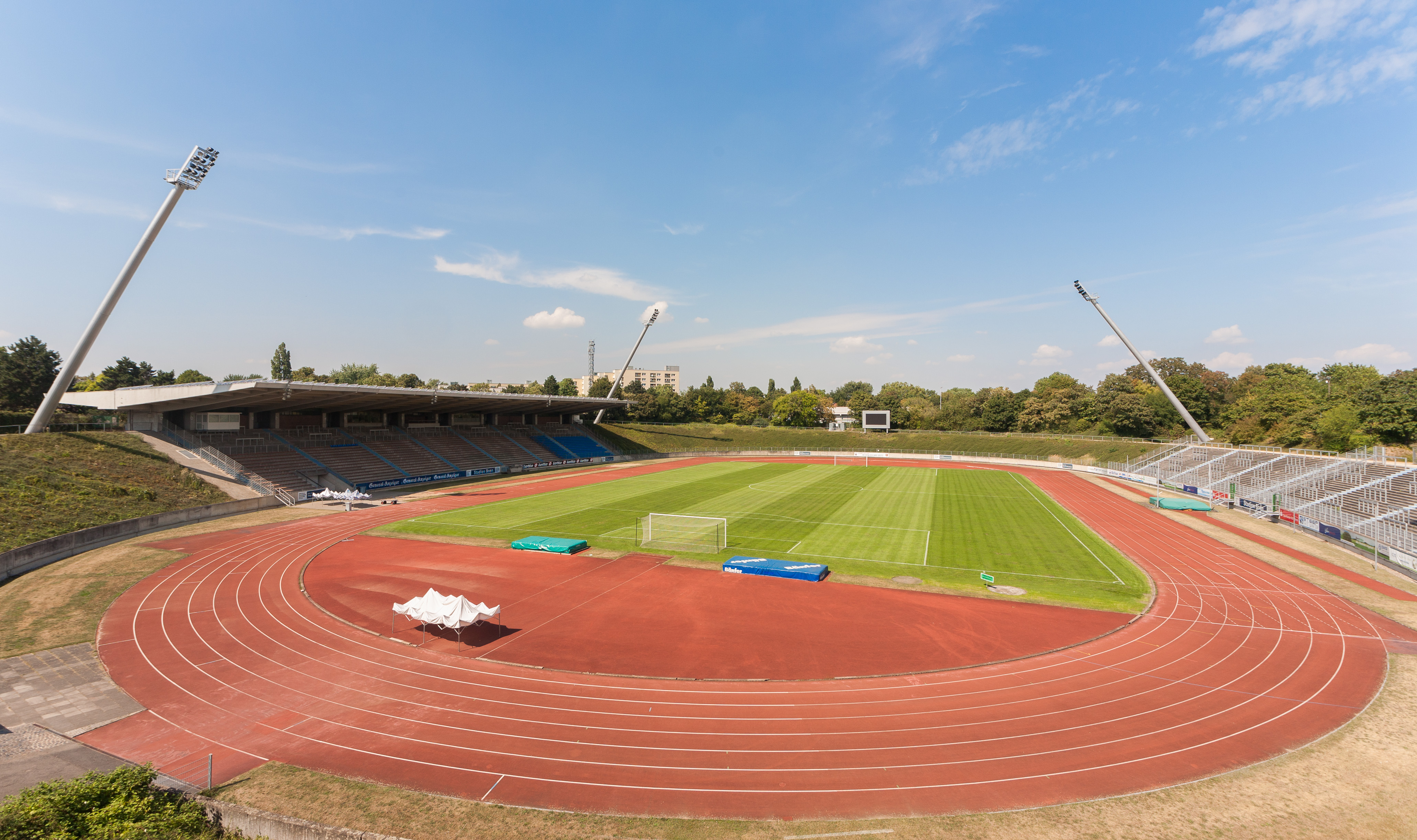
Das Stadion im Sportpark Nord im August 2013
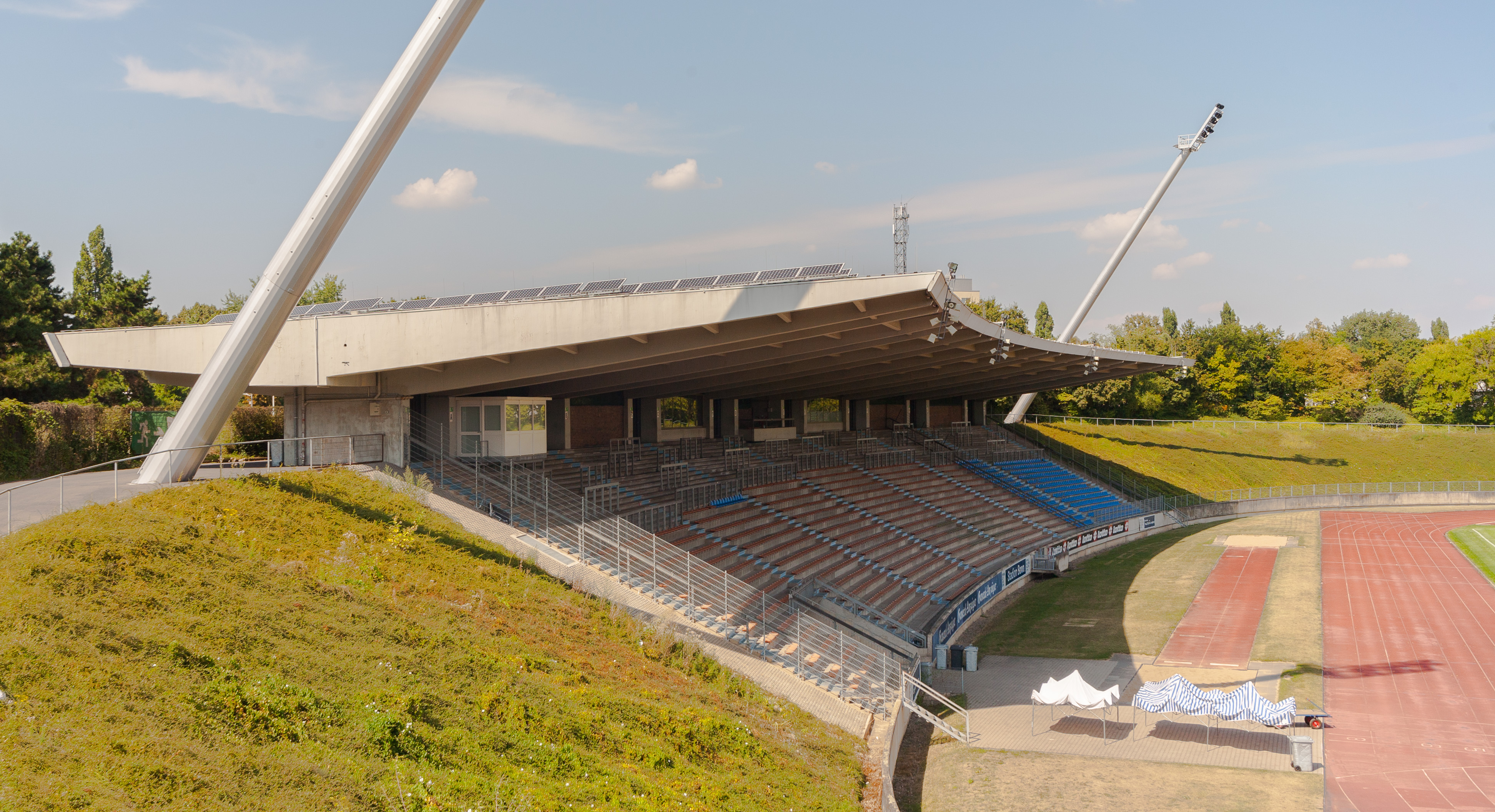
Stadion-Tribüne im August 2013
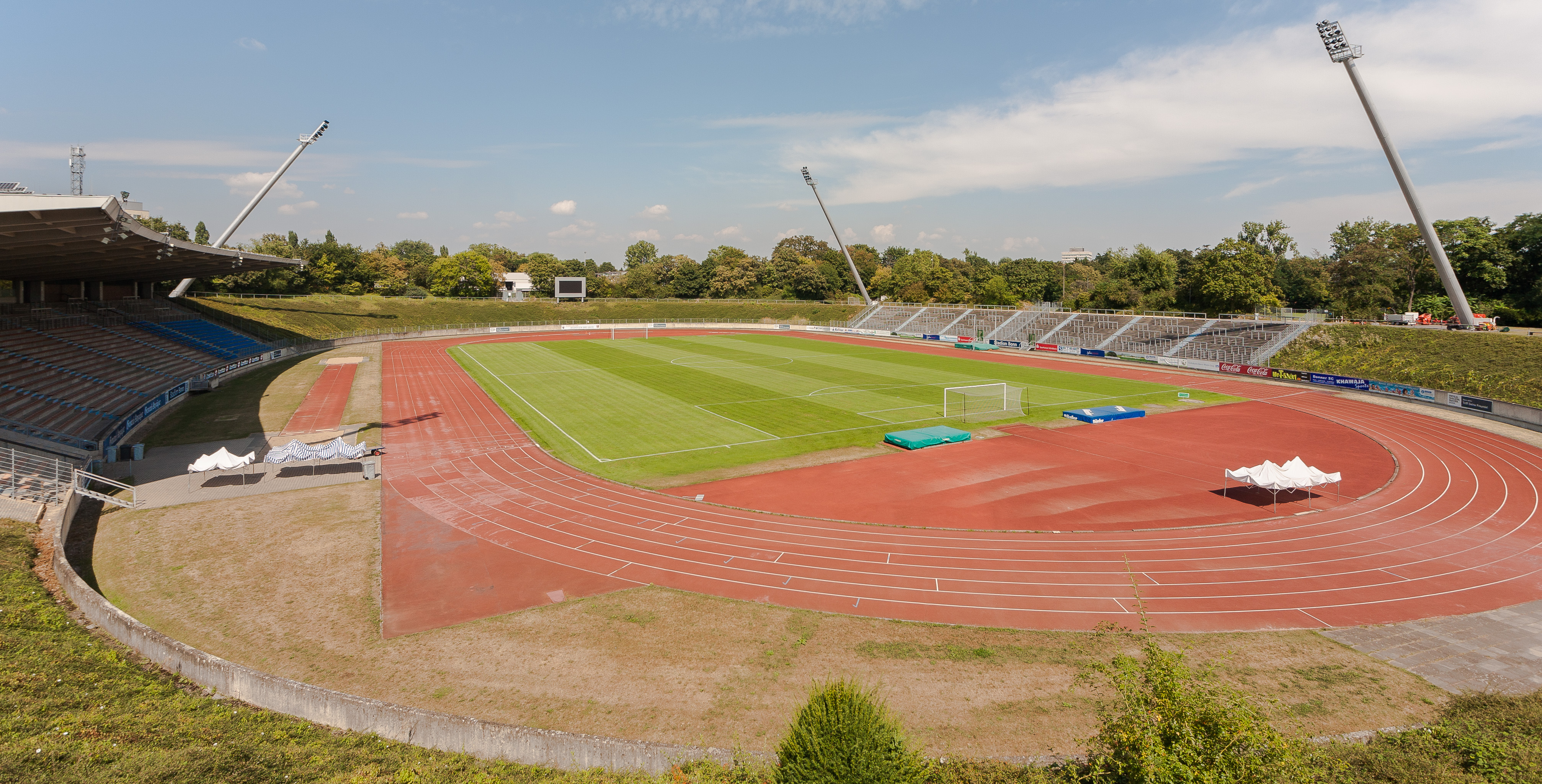
Haupt- und Stehplatz-Tribüne des Stadions im August 2013
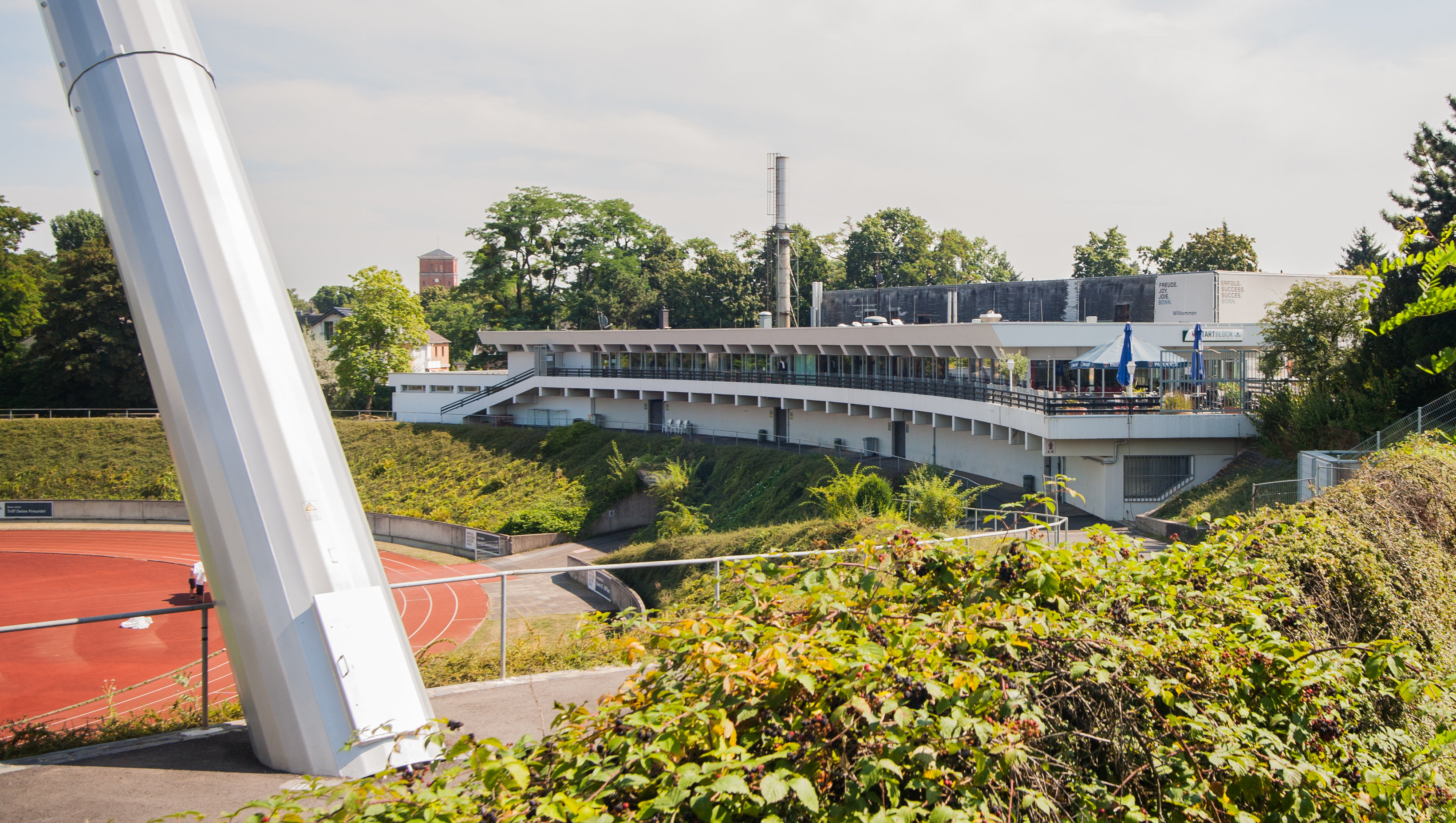
Sporthallenzentrum und VIP-Tribüne des Stadions
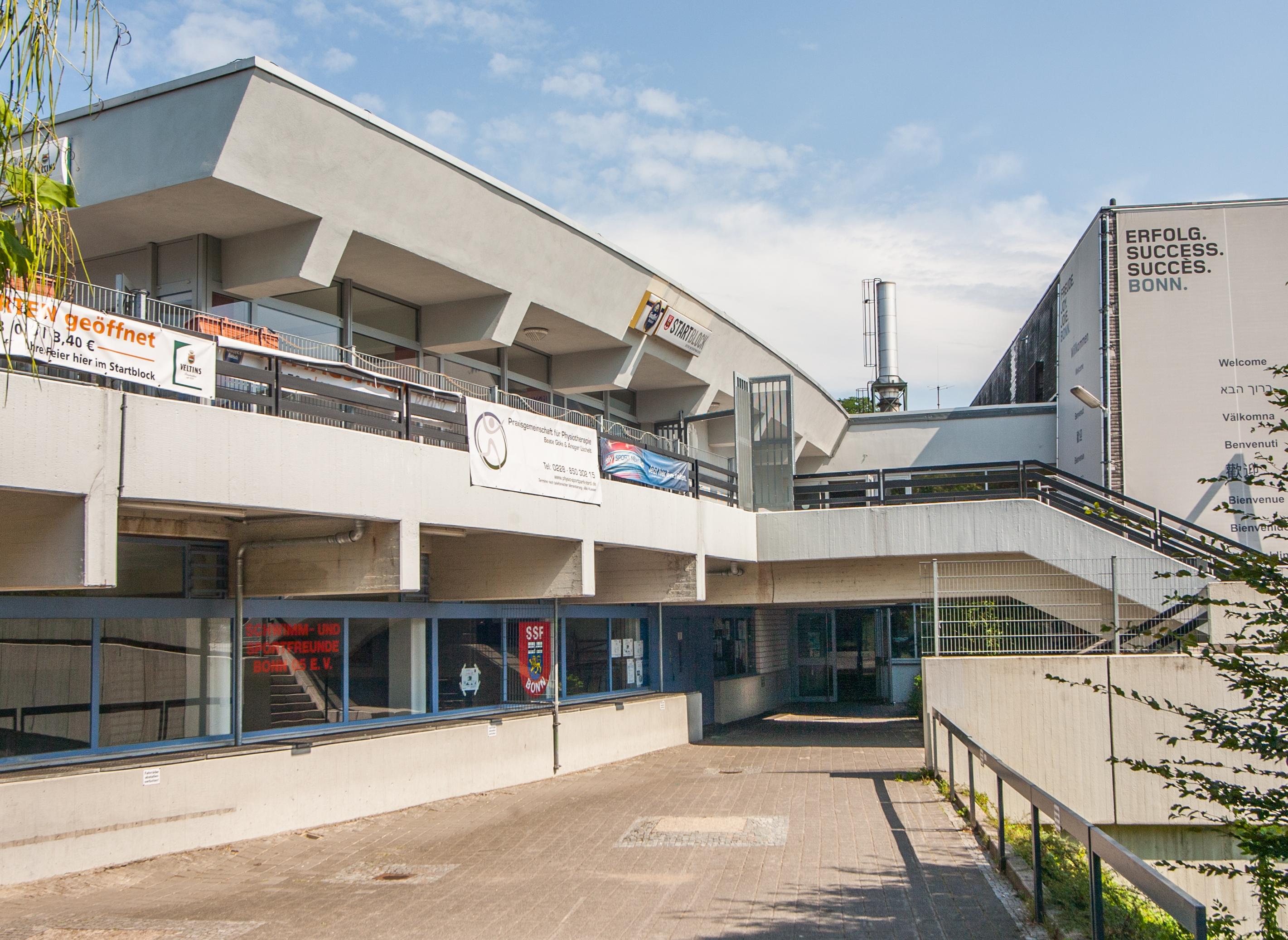
Eingang des Sporthallenzentrums
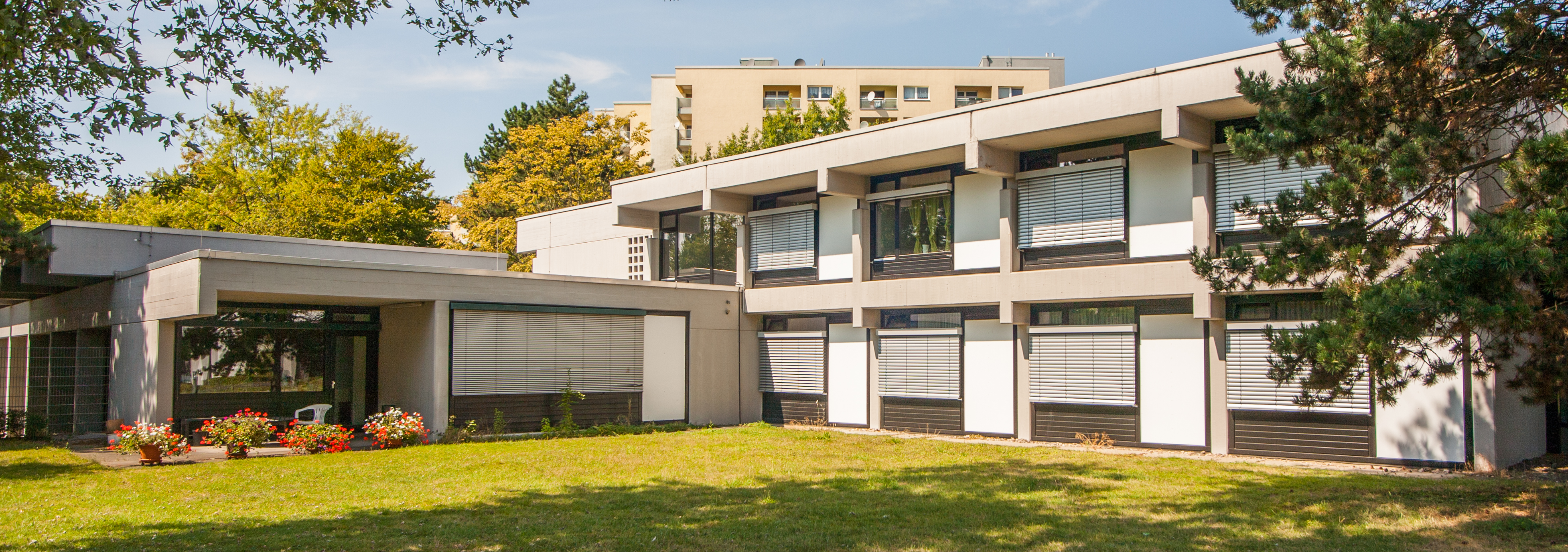
Fechter-Wohnheim
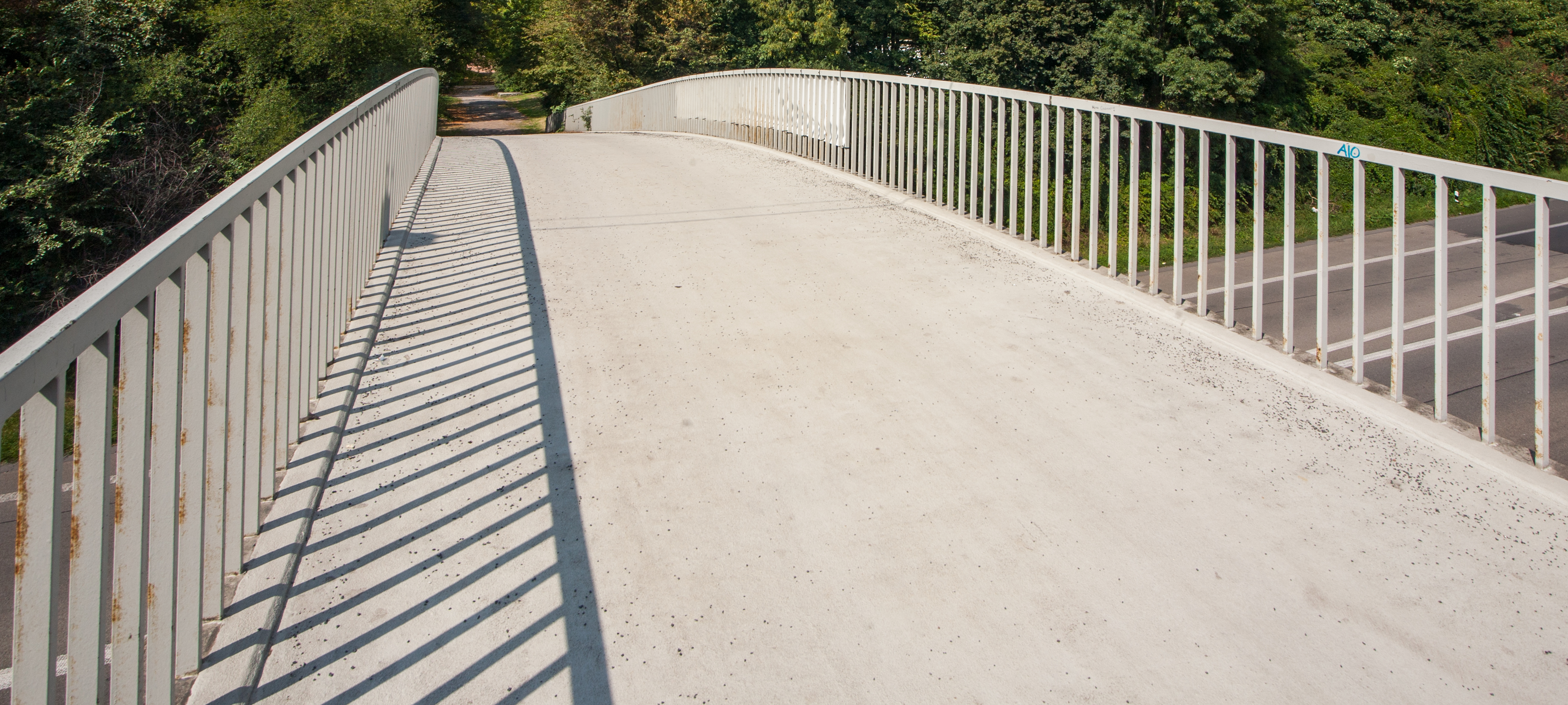
Fußgängerbrücke über die A 565